# Aspilota affinis
Aspilota affinis är en stekelart som beskrevs av Fischer 1973. Aspilota affinis ingår i släktet Aspilota och familjen bracksteklar. Inga underarter finns listade.